# Daniel Erlandsson
Daniel John Erlandsson (* 22. května 1976, Malmö, Švédsko) je bubeník melodické death metalové skupiny Arch Enemy.
Dříve bubnoval se skupinou In Flames na albu Subterranean. Také hrál i s jinými kapelami jako Eucharist, Liers in Wait, Diabolique, Armageddon, Revengia a The End.
Danielův starší bratr Adrian Erlandsson je bubeník ve skupinách Brujeria, Paradise Lost a Vallenfyre a také bývalý bubeník At the Gates a Cradle of Filth. Oba společně vyrůstali ve Švédsku a začali hrát na bicí už jako velmi malí. Daniel na webu Arch Enemy napsal: „Vyrostli jsme spolu a hráli na malou soupravu ve sklepě u nás doma. On začal první a po pár letech jsem začal také... Měl na mě velký vliv a bez něj bych nejspíš dnes vůbec na bicí nehrál.“